# کورن دو سوربوا
کورن دو سوربوا (به لاتین: Corne de Sorebois) یک کوه در سوئیس است که در کانتون وله واقع شده‌است. کورن دو سوربوا ۲٬۸۹۶ متر بالاتر از سطح دریا واقع شده‌است.